# شاه شجاع درانی

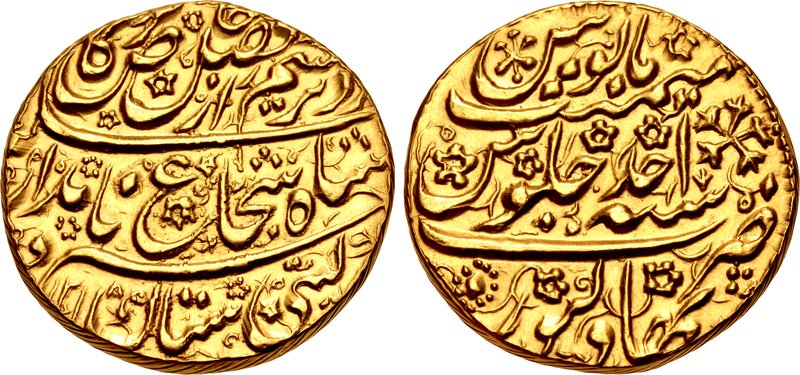
سکه شاه شجاع

شاه شجاع درانی یا شاه شجاع افغانی یا شجاع شاه یا شجاع‌الملک (زادهٔ ۱۷۸۴ – مرگ ۵ آوریل ۱۸۴۲) پادشاه درانی افغانستان در دوره میان‌سال‌های ۱۸۰۳ تا ۱۸۰۹ و سپس ۱۸۳۹ تا زمان مرگش بود.
شاه شجاع از شاخهٔ سدوزی دودمان درانی بود. او پنجمین امیر افغانستان و پسر تیمورشاه درانی بود. شاه شجاع نخستین بار با برکنار نمودن برادرش شاه محمود به پادشاهی رسید. در ۱۸۰۹ او با بریتانیا -که از نفوذ ناپلئون بناپارت و امپراتوری روسیه به هندوستان بیم داشت- پیمان اتحاد بست. در مهٔ همان سال برادرش شاه محمود توانست او را شکست دهد و به هندوستان تبعید کند. هنگامی که او در ۱۸۱۴ از تبعید رهایی یافت، الماس کوه نور را به رانجیت سینگ پیشکش نمود. او کوشید با یاری سیکها، قندهار را بگشاید، ولی از دوست‌محمد خان شکست خورد و گریخت.
در ۱۸۳۸ او توانست در کنار پشتیبانی سیک‌ها از یاری بریتانیا نیز برای بازگشت به قدرت بهره‌مند گردد. در ۱۸۳۹ او دوباره پس از سی سال به پادشاهی رسید، ولی اتحادش با بریتانیا جنگ اول افغان را رقم‌زد. در ۱۸۴۲ میلادی شاه شجاع به دست فردی به نام شجاع‌الدوله ترور شد.